# John Linnell

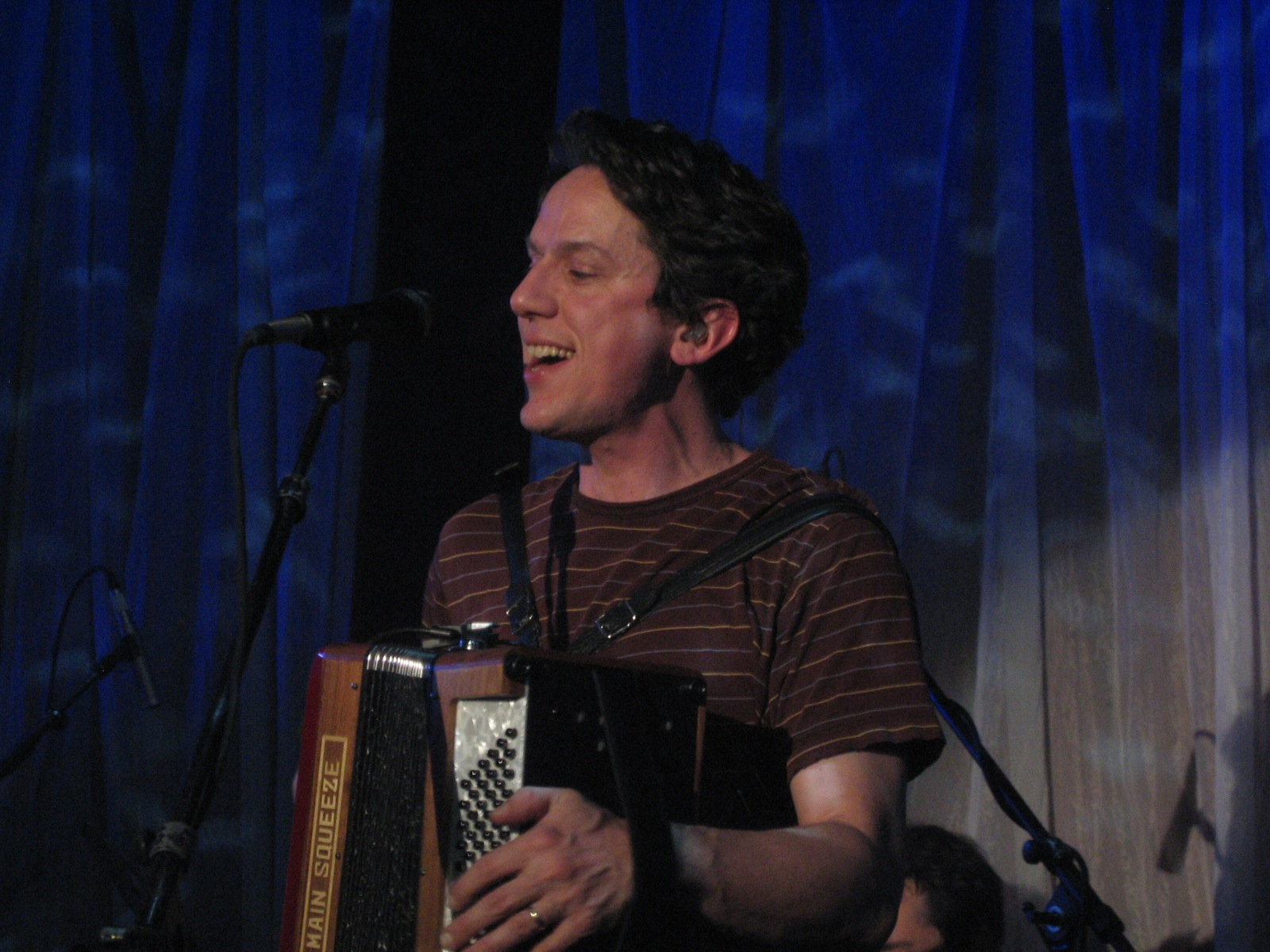
John Linell bei einem Konzert

John Linnell (* 12. Juni 1959 in New York City), mit vollem Namen John Sidney Linnell, ist ein US-amerikanischer Musiker. Er tritt oft unter anderem Namen auf (z. B. Johnny Hart oder John Sid).

## Wirken
Linnell bildet mit John Flansburgh die Band They Might Be Giants. Linnell wird häufig als der introvertierte John bezeichnet.
Vor der Gründung von They Might Be Giants spielte er Anfang der achtziger Jahre für sehr kurze Zeit bei den Bands “The Mundanes” und “The Bags”.
Bei einem Fahrradrennen im Jahre 1996 zog er sich eine komplizierte Fraktur seiner rechten Hand zu, der die Band They Might Be Giants zwang, fast zwei Jahre zu pausieren. Über diesen Unfall schrieb er später auch einen Song (“South Carolina”), welcher auf seinem bisher einzigem Solo-Album (“State Songs”) veröffentlicht wurde.

## Diskografie

### Alben
- State Songs (1999)

### EPs & Singles
- House Of Mayors (1996)
- Olive, The Other Reindeer (veröffentlicht unter dem Pseudonym Johnny Hart) (1997)